# Craig County (Virginia)
Craig County ist ein County im Bundesstaat Virginia der Vereinigten Staaten. Bei der Volkszählung im Jahr 2020 hatte das County 4892 Einwohner und eine Bevölkerungsdichte von 5,7 Einwohnern pro Quadratkilometer. Der Verwaltungssitz (County Seat) ist New Castle. Das County gehört zu den Dry Countys, was bedeutet, dass der Verkauf von Alkohol eingeschränkt oder verboten ist.

## Geographie
Craig County liegt im Westen von Virginia, grenzt an West Virginia und hat eine Fläche von 856 Quadratkilometern ohne nennenswerte Wasserfläche. Es grenzt im Uhrzeigersinn an folgende Countys: Alleghany County, Botetourt County, Roanoke County, Montgomery County und Giles County.

## Geschichte
Gebildet wurde es 1851 aus Teilen des Botetourt County, Giles County und des Roanoke County.

## Demografische Daten

Alterspyramide des Craig County

Laut den Angaben des United States Census 2000 lebten im Craig County 5091 Menschen in 2060 Haushalten und 1507 Familien. Die Bevölkerungsdichte betrug 6 Einwohner pro Quadratkilometer. Ethnisch betrachtet setzte sich die Bevölkerung zusammen aus 98,94 Prozent Weißen, 0,20 Prozent Afroamerikanern, 0,22 Prozent amerikanischen Ureinwohnern, 0,16 Prozent Asiaten und 0,14 Prozent aus anderen ethnischen Gruppen; 0,35 Prozent stammten von zwei oder mehr Ethnien ab. 0,33 Prozent der Bevölkerung waren spanischer oder lateinamerikanischer Abstammung.
Von den 2060 Haushalten hatten 30,8 Prozent Kinder und Jugendliche unter 18 Jahre, die bei ihnen lebten. 61,9 Prozent waren verheiratete, zusammenlebende Paare, 7,0 Prozent waren allein erziehende Mütter, 26,8 Prozent waren keine Familien, 23,9 Prozent waren Singlehaushalte und in 10,5 Prozent lebten Menschen im Alter von 65 Jahren oder darüber. Die Durchschnittshaushaltsgröße betrug 2,45 und die durchschnittliche Familiengröße lag bei 2,88 Personen.
Auf das gesamte County bezogen setzte sich die Bevölkerung zusammen aus 23,6 Prozent Einwohnern unter 18 Jahren, 6,4 Prozent zwischen 18 und 24 Jahren, 29,7 Prozent zwischen 25 und 44 Jahren, 26,7 Prozent zwischen 45 und 64 Jahren und 13,6 Prozent waren 65 Jahre alt oder darüber. Das Durchschnittsalter betrug 40 Jahre. Auf 100 weibliche Personen kamen 103,4 männliche Personen. Auf 100 Frauen im Alter von 18 Jahren oder darüber kamen statistisch 101,5 Männer.

Das jährliche Durchschnittseinkommen eines Haushalts betrug 37.314 USD, das Durchschnittseinkommen der Familien betrug 41.750 USD. Männer hatten ein Durchschnittseinkommen von 26.713 USD, Frauen 21.337 USD. Das Prokopfeinkommen betrug 17.322 USD. 6,6 Prozent der Familien und 10,3 Prozent der Bevölkerung lebten unterhalb der Armutsgrenze. Davon waren 15,9 Prozent Kinder oder Jugendliche unter 18 Jahre und 10,5 Prozent waren Menschen über 65 Jahre.